# Mnium ilicifolium
Mnium ilicifolium är en bladmossart som beskrevs av Philipp Filip Maximilian Opiz 1823. Mnium ilicifolium ingår i släktet stjärnmossor, och familjen Mniaceae. Inga underarter finns listade i Catalogue of Life.